# 15147 Siegfried
15147 Siegfried este un asteroid din centura principală de asteroizi.

## Descriere
15147 Siegfried este un asteroid din centura principală de asteroizi. A fost descoperit pe 11 martie 2000 la Stația Anderson Mesa în cadrul programului LONEOS. Asteroidul prezintă o orbită caracterizată de o semiaxă mare de 3,25 ua, o excentricitate de 0,01 și o înclinație de 8,9° în raport cu ecliptica.